# فرودگاه کولوزی
فرودگاه کولوزی  (به انگلیسی: Kolwezi Airport) یک فرودگاه همگانی با کد یاتا KWZ است که یک باند فرود آسفالت دارد و طول باند آن ۲۴۰۰ متر است. این فرودگاه در شهر کولوزی کشور جمهوری دموکراتیک کنگو قرار دارد و در ارتفاع ۱۵۲۶ متری از سطح دریا واقع شده است.

## شرکت‌های هواپیمایی و مقصدهای پروازی
| شرکت‌های هواپیمایی              | مقصدهای پروازی |
| ------------------------------ | -------------- |
| Compagnie Africaine d'Aviation | لوبوم‌باشی      |